# 藤本武
藤本 武（ふじもと たけし、1912年2月28日 - 2002年6月9日）は、日本の経済学者。経済学博士（東京大学・論文博士・1962年）（学位論文「最低賃金制度の研究」）。元日本女子大学文学部教授。

## 来歴
京都府舞鶴市生まれ。1935年東京帝国大学経済学部卒、1962年「最低賃金制度の研究」で、東京大学より経済学博士の学位を取得。
全国米穀販売購買組合連合会、日本労働科学研究所、日本女子大学文学部教授、労働科学研究所客員所員。1972年社会政策学会代表幹事。

## 著書
- 『賃金』東洋書館 労働基準全書 1948
- 『勞働者と勞働基準法』勞働教育協會 組合ライブラリ 1948
- 『最低賃銀基準論』労働文化社 1949
- 『中小企業における低賃金問題 その実態と要因の分析』労働科学研究所資料 1955
- 『賃金と労働時間』ミネルヴァ書房 社会科学選書 1959
- 『最低賃金制度の研究』日本評論新社 1961
- 『労働時間』岩波新書 1963
- 『労働災害』新日本新書 1965
- 『各国の労働安全対策』労働科学研究所出版部 労働科学叢書 1966
- 『最低賃金制』岩波新書 1967
- 『現代の労働問題』日本評論社 1971
- 『ストライキ』新日本新書 1971
- 『組頭制度の研究 国際的考察』労働科学研究所 労働科学叢書 1984
- 『国際比較日本の労働条件』新日本出版社 1984
- 『資本主義と労働者階級 イギリスにおける貧乏小史』法律文化社 1985
- 『今日の労働時間問題』労働科学研究所出版部 労働科学叢書 1987
- 『労働運動と労働立法 国際視角』新日本出版社 1988
- 『日本の労働者 国際比較 賃金・労働時間と労働組合』新日本出版社 1990
- 『世界からみた日本の賃金・労働時間』新日本新書 1991
- 『ストライキの歴史と理論』新日本出版社 1994
- 『アメリカ資本主義貧困史』新日本出版社 1996
- 『アメリカ貧困史』新日本新書 1998
- 『イギリス貧困史』新日本新書 2000

### 共編著
- 『労働科学研究所報告 大東亜労務管理 支那鉱夫の生活』大阪屋号書店 1943
- 『今日の賃金問題 最低賃金か職階給か』高谷茂木、木下芳美共著 労働文化社 1948
- 『賃金並に労働生産性に関する国際比較 第2報告(1953年度報告)』高木督夫共著 労働科学研究所資料 1955
- 『講座労働問題と労働法 第5巻 賃金・労働条件と労働基準法』松岡三郎共編 弘文堂 1956
- 『講座日本の労働問題 第1 賃金』舟橋尚道共編 弘文堂 1960
- 『労働科学集成 第2巻 日本の生活水準』共著 労働科学研究所 1960
- 『時間短縮の闘い 時間短縮問題の正しい理解のうえに立って』松岡三郎共著 労働旬報社 1964
- 『日本の生活時間』下山房雄,井上和衛共著 労働科学研究所出版部 労働科学叢書 1965
- 『現代労働問題講座 第6 労働災害』共著 有斐閣 1966
- 『賃金事典』小島健司等共編著 大月書店 1966
- 『最近の生活時間と余暇』編著 労働科学研究所 労働科学叢書 1974
- 『経済成長と賃金』氏原正治郎、塩田庄兵衛他共編 御茶の水書房 社会政策学会年報 1978
- 『合理化と労働者階級』共編 御茶の水書房 社会政策学会年報 1978
- 『社会保障と最低賃金制』共編 御茶の水書房 社会政策学会年報 1978
- 『戦後労働運動の展開過程』共編 御茶の水書房 社会政策学会年報 1978
- 『日本人のライフサイクル 労働者・農民の職業・生活歴』編著 労働科学研究所 労働科学叢書 1978
- 『労働時間と職務給』共編 御茶の水書房 社会政策学会年報 1978
- 『日本の生活問題と社会福祉』編著 ドメス出版 1981